# Paraheliophanus subinstructus
Paraheliophanus subinstructus là một loài nhện trong họ Salticidae.
Loài này thuộc chi Paraheliophanus. Paraheliophanus subinstructus được Octavius Pickard-Cambridge miêu tả năm 1873.